# Derrick Dial
Derrick Jonathon Dial, né le 20 décembre 1975 à Détroit, est un ancien joueur américain de basket-ball. Il mesure 1,93 m et évoluait au poste d'ailier.

## Clubs successifs
- 1994-1998:  Eagles d'Eastern Michigan (NCAA)
- 1998-1999:  Peristéri BC (ESAKE)
- 1999-2001:  Spurs de San Antonio
- 2001-2002:  Raptors de Toronto
- 2002-2003:  Virtus Bologne
- 2003-2004:  Magic d'Orlando
- 2004-2005:  Suns de Phoenix puis Magic d'Orlando
- 2005-2006:  Pamesa Valencia
- 2006-2007:  Olympiada Patras